# Schlechter
Schlechter je prezime njemačkog podrijetla (schlechter : gori). Poznate osobe ovog prezimena su:
- Carl Schlechter (1874. – 1918.), austrijski šahist
- Rudolf Schlechter (1872. – 1925.), njemački taksonom
- Emanuel Schlechter (1906. – 1943.), poljski tekstopisac, skladatelj i pisac
- Lambert Schlechter (r. 1941.), luksemburški pjesnik, romanopisac, esejist i novinar